# 出羽公園
出羽公園（でわこうえん）は、埼玉県越谷市七左町にある総合公園。

## 概要
出羽地区に位置することが由来となっている。9.2ha。もともと農地だった場所を買収し、拡張を続けている。園内を七左エ門川が横切る。公園周辺に武蔵野線の新駅構想があり、しばしば議論が起こっている。出羽公園調節地が設置されており、貯水量は7.4万立方メートルとなっている。

## 施設
- 越谷市立西体育館
- 相撲場
- テニスコート

## 沿革
- 1988年（昭和63年） - 開園。

## 周辺
- 武蔵野線
- 出羽堀
- 県民健康福祉村
- しらこばと水上公園
- しらこばと運動公園
- 末田用水

## アクセス
- 武蔵野線・埼玉高速鉄道 東川口駅から徒歩30分、車で9分。